# ایوا رنزی
ایوا رنزی (آلمانی: Eva Renzi; ۳ نوامبر ۱۹۴۴ – ۱۶ اوت ۲۰۰۵) هنرپیشه اهل آلمان بود.

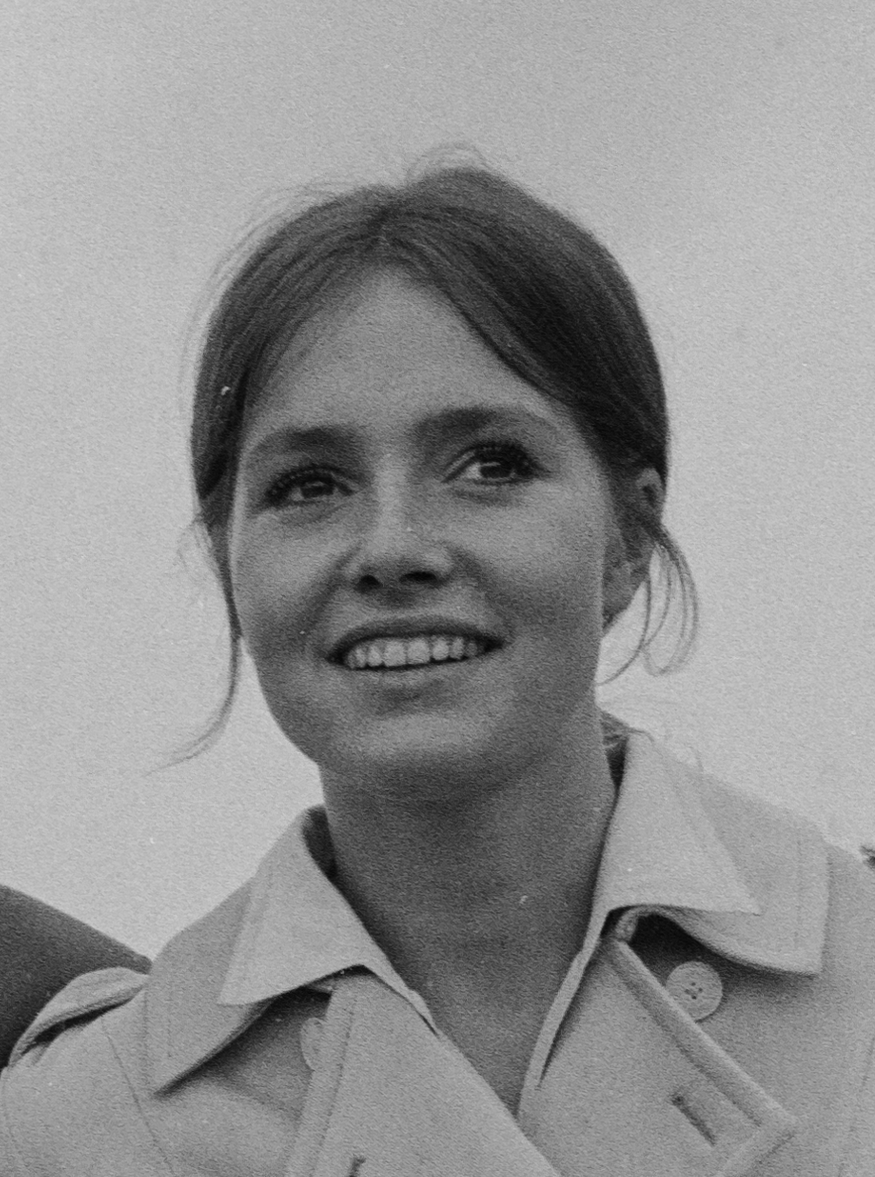
ایوا رنزی

از فیلم‌ها یا برنامه‌های تلویزیونی که وی در آن نقش داشته‌است می‌توان به خاکسپاری در برلین، پرنده‌ای با بال‌های بلورین اشاره کرد.